# Elbert (Texas)
Elbert es un lugar designado por el censo ubicado en el condado de Throckmorton en el estado estadounidense de Texas. En el Censo de 2010 tenía una población de 30 habitantes y una densidad poblacional de 1,93 personas por km².

## Geografía
Elbert se encuentra ubicado en las coordenadas 33°16′29″N 99°0′8″O / 33.27472, -99.00222. Según la Oficina del Censo de los Estados Unidos, Elbert tiene una superficie total de 15.58 km², de la cual 15.58 km² corresponden a tierra firme y (0%) 0 km² es agua.

## Demografía
Según el censo de 2010, había 30 personas residiendo en Elbert. La densidad de población era de 1,93 hab./km². De los 30 habitantes, Elbert estaba compuesto por el 96.67% blancos, el 0% eran afroamericanos, el 3.33% eran amerindios, el 0% eran asiáticos, el 0% eran isleños del Pacífico, el 0% eran de otras razas y el 0% pertenecían a dos o más razas. Del total de la población el 0% eran hispanos o latinos de cualquier raza.